# الصفر (السبرة)

تعديل مصدري - تعديل

الصفر محلة تابعة لقرية ادمات، التابعة لعزلة الابروة بمديرية السبرة إحدى مديريات محافظة إب في الجمهورية اليمنية.، بلغ تعداد سكانها 20 حسب تعداد اليمن لعام 2004.